# Hematokryt
Hematokryt (liczba hematokrytowa, wskaźnik hematokrytowy; stgr. αίμα krew, κριτής; gr. krinein – oddzielać; oznacza się skrótem Ht lub Hct) – stosunek objętości erytrocytów do objętości pełnej krwi. Wyrażany jest zwykle w procentach lub w postaci ułamka (tzw. frakcji objętości).

## Sposób oznaczania
Klasyczny sposób oznaczania wskaźnika hematokrytowego to metoda mikroskopowa lub makrometoda. Ta druga polega na umieszczeniu krwi w skalibrowanej i heparynizowanej kapilarze. Jeden koniec takiej kapilary uszczelnia się. Wirowanie prowadzi się przy 3000 obrotach na minutę przez około 30 minut lub 6000 obrotach na minutę przez 5 minut. Wysokość osiadłego na dnie słupa erytrocytów w stosunku do wysokości całego słupa próbki jest właśnie szukanym wskaźnikiem.
Prawidłowe wskaźniki:
- kobiety: 35–45%[4]
- mężczyźni: 40–50%[4]
- noworodki 45–60%[4]
- dzieci do 10 r.ż. ~35%[4]
- koń: 35%[5]
- kot 45%[5]
- krowa: 35%[5]
- owca: 40%[5]
- pies: 45%[5]
- świnia: 40%[5]
- ptaki: od 26 do 56%[6]

## Diagnostyka
Spadek poziomu hematokrytu może świadczyć o przewodnieniu albo niedokrwistości. Występuje również po krwawieniach (składniki morfotyczne są wolniej odtwarzane) oraz w trakcie ciąży. Występuje również u młodych zwierząt po spożyciu siary (białka we krwi powodują zwiększenie objętości osocza).
Zwiększenie poziomu następuje w nadkrwistości (np. czerwienica prawdziwa, wtórna i rzekoma). Podwyższony poziom świadczy najczęściej o odwodnieniu izotonicznym lub jest wynikiem nadprodukcji erytrocytów. Może też być wynikiem wzrostu objętości poszczególnych erytrocytów.
Inne wskaźniki pomocne przy interpretacji wyniku:
- liczba erytrocytów w litrze krwi
- całkowita objętość krwi[3]